# Roupala montana
Roupala montana là một loài thực vật có hoa trong họ Quắn hoa. Loài này được Aubl. miêu tả khoa học đầu tiên năm 1775.